# جورج نوژن
جورج نوژن (انگلیسی: George Nugent-Temple-Grenville, 1st Marquess of Buckingham؛ ۱۷ ژوئن ۱۷۵۳ –) دولت‌مرد اهل پادشاهی بریتانیای کبیر بود.
وی همچنین برندهٔ جوایزی همچون نشان بند جوراب شده‌است.